# Eyndhovenia
Eyndhovenia es un género ácaros perteneciente a la familia Spinturnicidae.

## Especies
Eyndhovenia Rudnick, 1960
- Eyndhovenia brachypus Sun, Wang & Wang, 1986
- Eyndhovenia euryalis (G.Canestrini, 1884)